# Extensão de software
Extensão de software, é um arquivo contendo uma programação que serve para estender as funcionalidades de ou dados disponíveis para um programa mais básico. É uma espécie de lista de comandos que são diretamente incluídos no programa. Este termo muitas vezes (erroneamente) coincide com o de plug-in. Ao instalar o software, você pode ser instruído a tomar uma ou mais etapas relacionadas com a instalação de extensões (ou estes passos podem ser feitos automaticamente para você).
Complemento (ou add-on) é geralmente considerado o termo geral que abrange snap-ins, plug-ins, extensões e temas.
O formato das extensões podem variar de um programa para o outro, como por exemplo:
- Formato XPI para a família Mozilla (os navegadores Firefox e SeaMonkey, o cliente de email Thunderbird, Nvu e Songbird)
- Formato ZIP para o navegador Opera
- Formato JAR para Java (parte do XPI inclui arquivos JAR)